# Муха, Иржи
Иржи Муха (чеш. Jiří Mucha; 12 марта 1915, Прага — 5 апреля 1991, там же) — чешский писатель, публицист, переводчик, сценарист, критик, драматург и журналист, военный корреспондент.

## Биография
Сын чешского живописца Альфонса Мухи. Брат художницы Ярославы Мухи. В детстве и юности попеременно жил в Чехословакии и за рубежом. После окончания в 1934 гимназии, поступил на медицинский факультете Карлова университета в Праге, затем продолжил учёбу в парижской Сорбонне, где изучал историю искусств и ориенталистику.
До 1939 работал журналистом, сотрудником газеты «Лидове новины». После немецкой оккупации Праги, уехал во Францию, где вступил в чехословацкую армию. Когда Германия оккупировала Францию, переехал в Великобританию.
Участвовал во Второй мировой войне в качестве летчика ВВС Великобритании на африканском фронте, в Индии, Бирме, Китае, Италии и Франции и военного корреспондента Би-би-си. Вернулся на родину в 1945, продолжая заниматься журналистикой, но уже в 1951 был арестован по обвинению в шпионаже и осужден в ходе показательного судебного процесса, на котором прокурор требовал применить к нему смертную казнь. В заключении в концлагере работал врачом на угольных шахтах и урановых рудниках Яхимова.
После освобождения в 1955 году, работал переводчиком с английского языка. Занялся литературным творчеством.
В 1960-е годы входил в число наиболее видных писателей ЧССР, представлявших в своих произведениях «прелести» тоталитарного режима. После бархатной революции, был избран председателем Чешского Пен-клуба .
Иржи Муха был дважды женат. Его первой женой была дирижёр и композитор Витезслава Капралова, на которой он женился в 1940 во Франции, второй — шотландский композитор Джеральдина Томсен (Муха) в 1941.

## Творчество
И. Муха — автор автобиографических романов, сборников рассказов, мемуаров и дневниковых записей, исследований творчества своего отца художника-модерниста Альфонса Мухи. Написал несколько сценариев, по которым снят ряд кинофильмов.

## Избранные произведения

### Проза
- Most (1946)
- Oheň proti ohni (1947)
- Spálená setba (1948)
- Válka pokračuje (1949)
- Čím zraje čas (1958)
- Černý a bílý New York (1965)
- Pravděpodobná tvář (1963)
- Marieta v noci
- Alfons Mucha
- Studené slunce (1968)
- Kankán se svatozáří (1969)
- Podivné lásky (1988)
- Problémy nadporučíka Knapa
- Lloydova hlava

### Сценарии
- Sedm havranů (1967)
- Mučedníci lásky (1966)
- Flám (1966)
- Třicet jedna ve stínu (1965)
- Král Králů (1963)
- Vánice (1962)
- Kohout plaší smrt (1961)
- První a poslední (1959)
- Povodeň (1958)
- Noční návštěva (1958)
- Roztržka (1956)\